# Fanny Jem Wong
Fanny Wong Miñán  (Lima, Perú, 29 de julio de 1964) más conocida como Fanny Jem Wong. Es una poeta y psicóloga  tusán y peruana conocida por su obra poética en torno al haiku. Su obra ha sido publicada en las revistas literarias Sur a Sur (España), Usul - Raíces de la Asociación Salvadoreña Palestina, Estación Com-Partida, Palabra en Libertad, Bambú y Pliego peruano de Haiku. En 2011, su poema "El llanto del payaso" inspiró la obra teatral Delirando de la compañía ATO Teatro presentada en el XXXIV Festival de Teatro de El Ejido, organizado por la Concejalía de Cultura del Ayuntamiento de El Ejido. Sus poemarios El péndulo amarillo (2019) y La médula nocturna (2021) formaron parte de los recuentos anuales de la revista Caretas: edición 2019
y edición 2021.
Ambos recuentos fueron elaborados por el reconocido crítico literario peruano Ricardo González Vigil . En 2011, fue distinguida por su trayectoria literaria en la Cámara Internacional de Escritores y Artistas (CIESART) de Barcelona,  España. En 2019, la Asociación de Escritores y Artistas del Orbe (AEADO) la nombró Embajadora Universal de la Cultura y la Paz y la distinguió como miembro honoraria durante el evento Capulí Vallejo y su Tierra realizado en Trujillo, Perú. En 2021, el Congreso de la República del Perú la distinguió como "Ciudadana honorable" en el marco de las celebraciones por el Bicentenario de la Independencia del Perú y en homenaje a los 486 años de fundación de la ciudad de Lima. Ha sido incluida en la Enciclopedia General del Callao publicada por el Gobierno Regional del Callao. Como poeta tusán ha participado en el evento Pioneros de la poesía tusán: Pedro Zulen y Kuan Veng, organizado por la Biblioteca Nacional del Perú y la asociación cultural Tusanaje-秘从中来 con la lectura del poema "El olmo incierto de la nevada" del filósofo y poeta Pedro Zulen.